# Lachnostoma tigrinum
Lachnostoma tigrinum är en oleanderväxtart som beskrevs av Carl Sigismund Kunth. Lachnostoma tigrinum ingår i släktet Lachnostoma och familjen oleanderväxter. Inga underarter finns listade i Catalogue of Life.